# Punjab (gebied)

Punjab (gebied) in het Indisch subcontinent

De Punjab is een gebied in het noorden van India en Pakistan. Punjab vormt de vlakte van de rivieren Indus, Jhelum, Ravi, Beas, Chennab en Sutlej. Al deze rivieren brengen smeltwater uit de Himalaya mee waarmee het gebied geïrrigeerd kan worden. Punjab staat daarom bekend als de graanschuur van India. Zowel in India als in Pakistan vormt de Punjab een van de welvarendste delen van het land. Punjab is bekend als de geboorteplek van het sikhisme.

## Geografie
De Punjab wordt in het noorden begrensd door de Siwaliks, in het westen door het woestijnlandschap van Beloetsjistan, in het zuiden door Sindh (de vlakte van de Indus) en in het zuidoosten door de Cholistan/Tharwoestijn.
De belangrijkste steden in de Punjab zijn: Lahore, Rawalpindi, Faisalabad, Gujranwala, Sialkot, Jhelum, Jhang, Multan en Bahawalpur in Pakistan en Firozpur, Amritsar en Ludhiana in India.
Het gebied is verdeeld in de Indiase deelstaten Punjab en Haryana en de Pakistaanse provincie Punjab.

## Naamgeving
Het woord Punjab bestaat uit de twee proto-Indische wortels: pancha (betekent vijf, verbasterd tot panj, en door de vroegere Britse naamconventies voor de korte Indische a met een u geschreven) en apa (betekent water, verbasterd tot ap en ab). De naam betekent (land van) vijf rivieren. Daarbij wordt de Indus niet meegeteld, het gaat hier om de vijf zijrivieren. Hoewel het klimaat vrij droog is, heeft het toch een rijke vegetatie, door de rivieren die door het gebied stromen.

## Geschiedenis
Vroeger leefden in het hele gebied sikhs en moslims, maar bij de scheiding tussen India en Pakistan in 1947 zijn vele sikhs verhuisd uit het gebied dat nu in Pakistan ligt. In de tegengestelde richting verhuisden moslims naar het gebied in Pakistan. Tijdens deze tocht waarbij miljoenen mensen betrokken waren vielen aan beide kanten veel doden en waren er gruwelijkheden als verkrachtingen en martelingen.
De grondlegger van het sikhisme Goeroe Nanak (1469-1538) werd in het gebied geboren.
Na in 1807 een grensverdrag met de Britten te hebben getekend, sloot Ranjit Singh in 1809 een verdrag met raja Sansar Chand van Kangra, die werd aangevallen door de Gurkha's uit Nepal. In ruil voor zijn onderwerping kwamen de sikhs Sansar Chand te hulp. Nadat de gurkha's waren verslagen voegde dit het tegenwoordige Himachal Pradesh aan het territorium van de maharadja toe. Ranjit Singh veroverde daarna een voor een de overgebleven staatjes in de Punjab die nog onder Afghaanse heersers vielen, in 1818 Multan, Hassan Abdal en Pesjawar, in 1819 Kasjmir, in 1820 Rawalpindi en in 1821 Dejarat. Het grensgebied met Afghanistan bleek moeilijk te onderwerpen (later zouden de Britten dezelfde problemen hebben). Tot driemaal toe kwamen de Pathaanse stammen in opstand, waarbij ze de jihad uitriepen tegen de in hun ogen "ongelovige" sikhs. In de slag bij Naushera wist de maharadja de Afghanen onder Mohammed Azim Khan een beslissende nederlaag toe te brengen, die in ieder geval een einde maakte aan Afghaanse aanspraken op de Punjab.
Toen in 1839 Ranjit Singh stierf, vreesden de Britten chaos in het gebied. In 1845-46 bezetten ze de Punjab en sloten een verdrag met de nieuwe heersers, dat in de volgende jaren niet bleek te werken. Het Sikhrijk viel uiteen. In 1849 brachten ze het gebied onder bij de Bombay Presidency.